# Ipkg
Ipkg (anglicky Itsy Package Management System — mrňavý systém správy balíků) je balíčkovací systém pro instalaci software z repozitářů v operačním systému Linux běžícím na vestavěných zařízeních. Při daleko menší náročnosti na hardware se snaží o komfort balíčkovacího systému Debianu, dpkg.
Používají jej například projekty Openmoko a OpenWrt.